# 摩氏沙蟹
摩氏沙蟹（学名：Ocypode mortoni）为沙蟹科沙蟹属的动物。可在香港發現。